# Tarachina transvaalensis
Tarachina transvaalensis är en bönsyrseart som beskrevs av Max Beier 1953. Tarachina transvaalensis ingår i släktet Tarachina och familjen Iridopterygidae. Inga underarter finns listade i Catalogue of Life.